# Adolf Senoner
Pour les articles homonymes, voir Senoner.
Adolf Senoner, né à Klagenfurt le 27 juillet 1806 et mort à Vienne le 30 août 1895, est un bibliothécaire, médecin et naturaliste autrichien.